# Wolfgang Denda
Wolfgang Denda (* 1939) ist ein promovierter deutscher Ingenieur für Nachrichtengeräte und war Oberbürgermeister der Stadt Frankfurt (Oder) von 1990 bis 1992.
Wolfgang Denda war der erste Oberbürgermeister der Oderstadt nach der Wende. Seit dem Jahr 1960 arbeitete er in Frankfurt und war im Halbleiterwerk der Stadt tätig. Ab 1987 arbeitete er im Institut für Halbleiterphysik (das heutige Forschungsinstitut Innovations for High Performance Microelectronics). Nach der Wende wurde er Mitglied der SPD und engagierte sich in der Kommunalpolitik.
Während seiner Amtszeit ab Mai 1990 konnte Denda die Messe Frankfurt mit dem Bau eines Messezentrums wiederbeleben und auch die Europa-Universität Viadrina wurde im Jahr 1991 wiedereröffnet. Mit der Wiedererlangung der kommunalen Selbstverwaltung erhielt die Stadt auch eine neue Verwaltungsstruktur und umfangreiche Sanierungsarbeiten der städtischen Infrastruktur konnten begonnen werden.
Nach einem gescheiterten Abwahlversuch trat Wolfgang Denda im Jahr 1992 als Oberbürgermeister zurück und arbeitete bis 1997 bei der Stadtwerke Frankfurt (Oder) GmbH. Von 1997 bis 2006 arbeitete er als Technischer Leiter und ab 2003 als Geschäftsführer bei der FAKS Frankfurter Antennen- und Kommunikationsservice GmbH. In den Jahren 1993 bis 1995 war er Vorsitzender des Aufsichtsrates der Frankfurter Wasser- und Abwassergesellschaft mbH.
Seit dem Jahr 2006 wohnt Denda mit seiner Ehefrau in Wolfsburg. Sie haben zwei Kinder.